# PROTECT IP Act
Protect Intellectual Property Act (celým názvem Preventing Real Online Threats to Economic Creativity and Theft of Intellectual Property Act of 2011, taktéž známý jako Senate Bill 968 či S. 968) je návrh amerického zákona s cílem poskytnout federální americké vládě a držitelům autorských práv další nástroj k omezení přístupu k „podvodným webovým stránkám zaměřeným na porušování autorských práv či na padělané zboží“ a to převážně těm, které jsou registrované mimo Spojené státy americké. Návrh zákona byl představen 12. května 2011 senátorem Patrickem Leahy a dalšími 11 spolupředkladateli. Hospodářský výbor amerického kongresu odhadl, že zavedení tohoto zákona bude stát federální vládu 47 miliónů amerických dolarů do roku 2016 v podobě pokrytí nákladů na vymáhání a školení 22 nových specialistů a 26 pomocných pracovníků. Výbor Senátu USA pro soudnictví schválil tento návrh zákona, ale senátor Ron Wyden pozastavil schvalovací proces.
Návrh zákona IP Act je přepracovaný návrh Combating Online Infringement and Counterfeits Act, který neprošel schvalovacím procesem v roce 2010. Obdobná verze zákona Stop Online Piracy Act předložená na půdě Sněmovny reprezentantů Spojených států amerických (SOPA) byla navržena 26. října 2011.
Tento návrh zákona společně s návrhem zákona Stop Online Piracy Act vzbudily celosvětovou nevoli a vlnu protestů. K nim se rozhodla přidat i největší internetová encyklopedie Wikipedie, konkrétně její anglická verze, která na 18. ledna 2012 nahradila své stránky protestním oznámením a znemožněním přístupu k obsahu. (Ten ale reálně přístupný byl, stačilo např. vypnout v prohlížeči Javascript. Tento postup byl přímo popsán po kliknutí na odkaz Learn more.)